# Copa Campeones de América 1964
Die Copa Campeones de América 1964 war die fünfte Auflage des wichtigsten südamerikanischen Fußballwettbewerbs für Vereinsmannschaften. 11 Mannschaften nahmen teil, darunter 8 Landesmeister des Vorjahres und aus Brasilien Titelverteidiger FC Santos sowie der Gewinner des Pokalwettbewerbs, der Taça Brasil, da dort noch keine nationale Meisterschaft ausgetragen wurde. Santos hatte diesen Wettbewerb gewonnen, deshalb nahm der EC Bahia als Zweitplatzierter diesen Startplatz ein. Aus Bolivien nahm aus dem gleichen Grund der Sieger des Pokalwettbewerbs teil. Venezuela hatte erstmals ein Vertreter am Start. Das Turnier begann am 12. April und endete am 12. August 1964 mit dem Finalrückspiel. Der argentinische Vertreter CA Independiente gewann das Finale gegen Nacional Montevideo und wurde erstmals Sieger der Copa Libertadores.

## Qualifikationsrunde
Zwei Mannschaften spielten um einen Platz in der Gruppenphase.
|                  | Gesamt |          | Hinspiel | Rückspiel |
| ---------------- | ------ | -------- | -------- | --------- |
| Deportivo Italia | 2:1    | EC Bahia | 0:0      | 2:1       |

## 1. Runde
Freilos:  FC Santos

### Gruppe 1
| Pl. | Verein              | Sp. | S | U | N | Tore    | Diff. | Punkte |
| --- | ------------------- | --- | - | - | - | ------- | ----- | ------ |
| 1.  | Nacional Montevideo | 4   | 3 | 1 | 0 | 009:200 | +7    | 07:10  |
| 2.  | Club Cerro Porteño  | 4   | 1 | 2 | 1 | 011:600 | +5    | 04:40  |
| 3.  | Club Aurora         | 4   | 0 | 1 | 3 | 002:140 | −12   | 01:70  |

| 12. April 1964      |     |                     |
| Club Aurora         | 2:2 | Club Cerro Porteño  |
| 19. April 1964      |     |                     |
| Nacional Montevideo | 2:0 | Club Aurora         |
| 26. April 1964      |     |                     |
| Club Cerro Porteño  | 2:2 | Nacional Montevideo |
| 3. Mai 1964         |     |                     |
| Club Aurora         | 0:3 | Nacional Montevideo |
| 10. Mai 1964        |     |                     |
| Nacional Montevideo | 2:0 | Club Cerro Porteño  |
| 17. Mai 1964        |     |                     |
| Club Cerro Porteño  | 7:0 | Club Aurora         |

### Gruppe 2
| Pl. | Verein           | Sp. | S | U | N | Tore    | Diff. | Punkte |
| --- | ---------------- | --- | - | - | - | ------- | ----- | ------ |
| 1.  | CA Independiente | 4   | 3 | 1 | 0 | 011:300 | +8    | 07:10  |
| 2.  | Millonarios FC   | 4   | 2 | 0 | 2 | 006:800 | −2    | 04:40  |
| 3.  | Alianza Lima     | 4   | 0 | 1 | 3 | 005:110 | −6    | 01:70  |

| 7. Mai 1964        |     |                    |
| CD Los Millonarios | 3:2 | Alianza Lima       |
| 31. Mai 1964       |     |                    |
| CA Independiente   | 4:0 | Alianza Lima       |
| 4. Juni 1964       |     |                    |
| Alianza Lima       | 2:2 | CA Independiente   |
| 7. Juni 1964       |     |                    |
| CA Independiente   | 5:1 | CD Los Millonarios |
| 28. Juni 1964      |     |                    |
| Alianza Lima       | 1:2 | CD Los Millonarios |
| 8. Juli 1964       |     |                    |
| CD Los Millonarios | *   | CA Independiente   |

* Nicht gespielt, weil Millonarios (bereits so gut wie ausgeschieden) nicht in Avellaneda antrat; Punkte an Independiente.

### Gruppe 3
| Pl. | Verein                  | Sp. | S | U | N | Tore    | Diff. | Punkte |
| --- | ----------------------- | --- | - | - | - | ------- | ----- | ------ |
| 1.  | CSD Colo-Colo           | 4   | 3 | 0 | 1 | 009:700 | +2    | 06:20  |
| 2.  | Barcelona Sporting Club | 4   | 2 | 0 | 2 | 009:400 | +5    | 04:40  |
| 3.  | Deportivo Italia        | 4   | 1 | 0 | 3 | 002:900 | −7    | 02:60  |

| 3. Mai 1964             |     |                         |
| Barcelona Sporting Club | 0:1 | Deportivo Italia        |
| 5. Mai 1964             |     |                         |
| CSD Colo-Colo           | 4:0 | Deportivo Italia        |
| 13. Mai 1964            |     |                         |
| Barcelona Sporting Club | 2:3 | CSD Colo-Colo           |
| 17. Mai 1964            |     |                         |
| Deportivo Italia        | 1:2 | CSD Colo-Colo           |
| 24. Mai 1964            |     |                         |
| Deportivo Italia        | 0:3 | Barcelona Sporting Club |
| 28. Mai 1964            |     |                         |
| CSD Colo-Colo           | 0:4 | Barcelona Sporting Club |

## Halbfinale
|                     | Gesamt |                  | Hinspiel | Rückspiel |
| ------------------- | ------ | ---------------- | -------- | --------- |
| FC Santos           | 3:5    | CA Independiente | 2:3      | 1:2       |
| Nacional Montevideo | 8:4    | CSD Colo-Colo    | 4:2      | 4:2       |

## Finale

### Hinspiel
| Nacional Montevideo                                        | Nacional Montevideo | CA Independiente | CA Independiente |
| ---------------------------------------------------------- | --- | --- | ---------------- |
| Nacional Montevideo                                        | \| 6. August 1964 in Montevideo, Uruguay (Estadio Centenario) \| \| Ergebnis: 0:0 \| \| Zuschauer: 60.000 \| \| Schiedsrichter: Leo Horn ( Niederlande) \|                                          | \| 6. August 1964 in Montevideo, Uruguay (Estadio Centenario) \| \| Ergebnis: 0:0 \| \| Zuschauer: 60.000 \| \| Schiedsrichter: Leo Horn ( Niederlande) \|                                                 | CA Independiente |
| Nacional Montevideo                                        | Roberto Sosa – Elgar Baeza, Emilio Álvarez, Luis Ramos, Eliseo Álvarez, Mario Omar Méndez, Domingo Pérez, Vladas Douksas, Jaburú, Mario Ludovico Bergara, José Urruzmendi Cheftrainer: Zezé Moreira | Miguel Santoro – Zerrillo, Tomás Rolán, Roberto Ferreiro, David Acevedo, Jorge Maldonado – Raúl Bernao, Osvaldo Mura, Luis Ernesto Suárez, Mario Rodríguez, Raúl Armando Savoy Cheftrainer: Manuel Giudice | CA Independiente |
| 6. August 1964 in Montevideo, Uruguay (Estadio Centenario) | | |                  |
| Ergebnis: 0:0                                              | | |                  |
| Zuschauer: 60.000                                          | | |                  |
| Schiedsrichter: Leo Horn ( Niederlande)                    | | |                  |

### Rückspiel
| CA Independiente                                             | CA Independiente | Nacional Montevideo | Nacional Montevideo |
| ------------------------------------------------------------ | --- | --- | ------------------- |
| CA Independiente                                             | \| 12. August 1964 in Avellaneda, Argentinien (La Doble Visera) \| \| Ergebnis: 1:0 (1:0) \| \| Zuschauer: 80.000 \| \| Schiedsrichter: Dimas Larrosa ( Paraguay) \|                                              | \| 12. August 1964 in Avellaneda, Argentinien (La Doble Visera) \| \| Ergebnis: 1:0 (1:0) \| \| Zuschauer: 80.000 \| \| Schiedsrichter: Dimas Larrosa ( Paraguay) \|                        | Nacional Montevideo |
| CA Independiente                                             | Miguel Santoro – Carlos Guzmán, Tomás Rolán, Roberto Ferreiro, David Acevedo, Jorge Maldonado, Raúl Bernao, Pedro Prospitti, Luis Ernesto Suárez, Mario Rodríguez, Raúl Armando Savoy Cheftrainer: Manuel Giudice | Roberto Sosa – Elgar Baeza, Emilio Álvarez, Luis Ramos, Eliseo Álvarez, Mario Omar Méndez, Jorge Oyarbide, Vladas Douksas, Jaburú, Domingo Pérez, José Urruzmendi Cheftrainer: Zezé Moreira | Nacional Montevideo |
| CA Independiente                                             | 1:0 Mario Rodríguez (35.) | | Nacional Montevideo |
| 12. August 1964 in Avellaneda, Argentinien (La Doble Visera) | | |                     |
| Ergebnis: 1:0 (1:0)                                          | | |                     |
| Zuschauer: 80.000                                            | | |                     |
| Schiedsrichter: Dimas Larrosa ( Paraguay)                    | | |                     |